# مجاهد (روزنامه رشت)
مجاهد روزنامه‌ای در دوره مشروطه بود که در سال ۱۳۲۵ قمری در رشت منتشر می‌شد و فقط ۵ شماره دوام آورد.